# Pliske
Pliske (lat. Motacillidae) su porodica ptica iz reda Vrapčarki (Passeriformes). Ukupno ima 50 vrsta.

## Neke vrste pliski
- Anthus campestris - Stepska trepteljka
- Anthus trivialis - Šumska trepteljka
- Anthus pratensis - Livadska trepteljka
- Anthus cervinus - Riđorgla trepteljka
- Anthus spinoletta - Planinska trepteljka